# Esra Bilgiç
Esra Bilgiç (Ankara, 14 de octubre de 1992), es una actriz y modelo turca. Es reconocida por personificar a Halime Sultán (más tarde Halime Hatun) en la serie de televisión  Dirilis: Ertugrul.

## Trayectoria
Su deseo de actuar la llevó a tomar algunas clases de actuación. Allí, llamó la atención del famoso productor turco Mehmet Bozdag, quien por sus habilidades de actuación decidió darle el papel principal en su serie, Diriliş Ertuğrul, iniciando así su carrera en una de las series más populares de Turquía en 2014.

### 2014-2018:Diriliş: Ertuğrul
A partir de 2014, protagonizó la serie Diriliş: Ertuğrul, transmitida por televisión en TRT 1. Sus coprotagonistas fueron Engin Altan Düzyatan y Hülya Darcan. Diriliş: Ertuğrul trata sobre la historia heroica del padre de  Osman I, Ertugrul que convierte a una pequeña tribu de Anatolia en un Sultanato. Esra participó como Halime Hatun en la serie.

## Filmografía
| Serie de TV | Serie de TV       | Serie de TV  | Serie de TV     |
| Año         | Título            | Papel        | Nota            |
| ----------- | ----------------- | ------------ | --------------- |
| 2014-2018   | Diriliş: Ertuğrul | Halime Hatun | Papel Principal |
| 2018-2018   | Bir Umut Yeter    | Derya Akar   | Papel Principal |

| 2019-2020 Ramo
| 2021-2022 Tierras sin ley

## Dramas seleccionados
- Davamiz Bir (2017)
- Adalet Tecelli Edecek (2017)
- Adalet (2017)
- Hesap Günü (2017)
- Zafere Dogru (2017)
- Bir Ölür Bin Diriliriz (2017)
- Beyimizin Yolunda (2017)
- Fetih Için (2016)
- Hakikatin Pesinde, Part 2 (2016)
- Hakikatin Pesinde, Part 1 (2016)
- Kirli Oyun (2016)
- Fetih Atesi (2016)
- Hakkin Sesi (2016)
- Hak ile Batilin Savasi (2016)
- Sefer Bizim Zafer Allah'indir (2016)
- Zaferin Serefi (2016)
- Fetih Vakti (2016)
- Hilalin Gölgesinde (2016)
- Allah Var Gam Yok (2016)
- Bas Koydum (2015)
- Er Meydani (2015)
- Davamiz (2015)
- Büyük Rüya (2015)
- Hesap Vakti (2015)
- Ilahi Adalet (2015)
- Süleyman Shah (2015)
- Hain Olan (2015)
- Diriliş: Ertuğrul (2014)
- Av, Part 2 (2014)
- Av, Part 1 (2014)
- Pilot (2014)

## Vida personal
Esra estuvo saliendo con el futbolista profesional turco Gökhan Töre desde 2014. La pareja finalmente contrajo matrimonio el 21 de octubre de 2017. Recientemente Esra ha estudiado el tema de las "Relaciones Internacionales" en la Universidad Internacional Bilkent de Estambul.
El 19 de junio, la pareja se divorció. Durante el 2019, Esra estudiaba actuación en la Royal Academy de Londres.

## Premios y nominaciones
| Premios | Premios                                             | Premios               | Premios           |
| Año     | Ceremonia Entrega De Premios                        | Categoría             | Proyecto          |
| ------- | --------------------------------------------------- | --------------------- | ----------------- |
| 2014    | Antalya TV Awards                                   | Mejor Actriz de serie | Diriliş: Ertuğrul |
| 2015    | Sosyal Farkındalık Ödülleri                         | Mejor Actriz de serie | Diriliş: Ertuğrul |
| 2015    | 18. Sadri Alışık el Teatro y el cine de los Premios | Mejor Actriz          | Diriliş: Ertuğrul |
| 2015    | Anadolu Medios De Comunicación Ödülleri             | Mejor Actriz de Serie | Diriliş: Ertuğrul |
| 2016    | Türkiye Gençlik Ödülleri                            | Mejor Actriz          | Diriliş: Ertuğrul |